# Appingedam

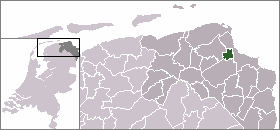
Appingedams läge (grönt) i Groningen (mörkgrått).

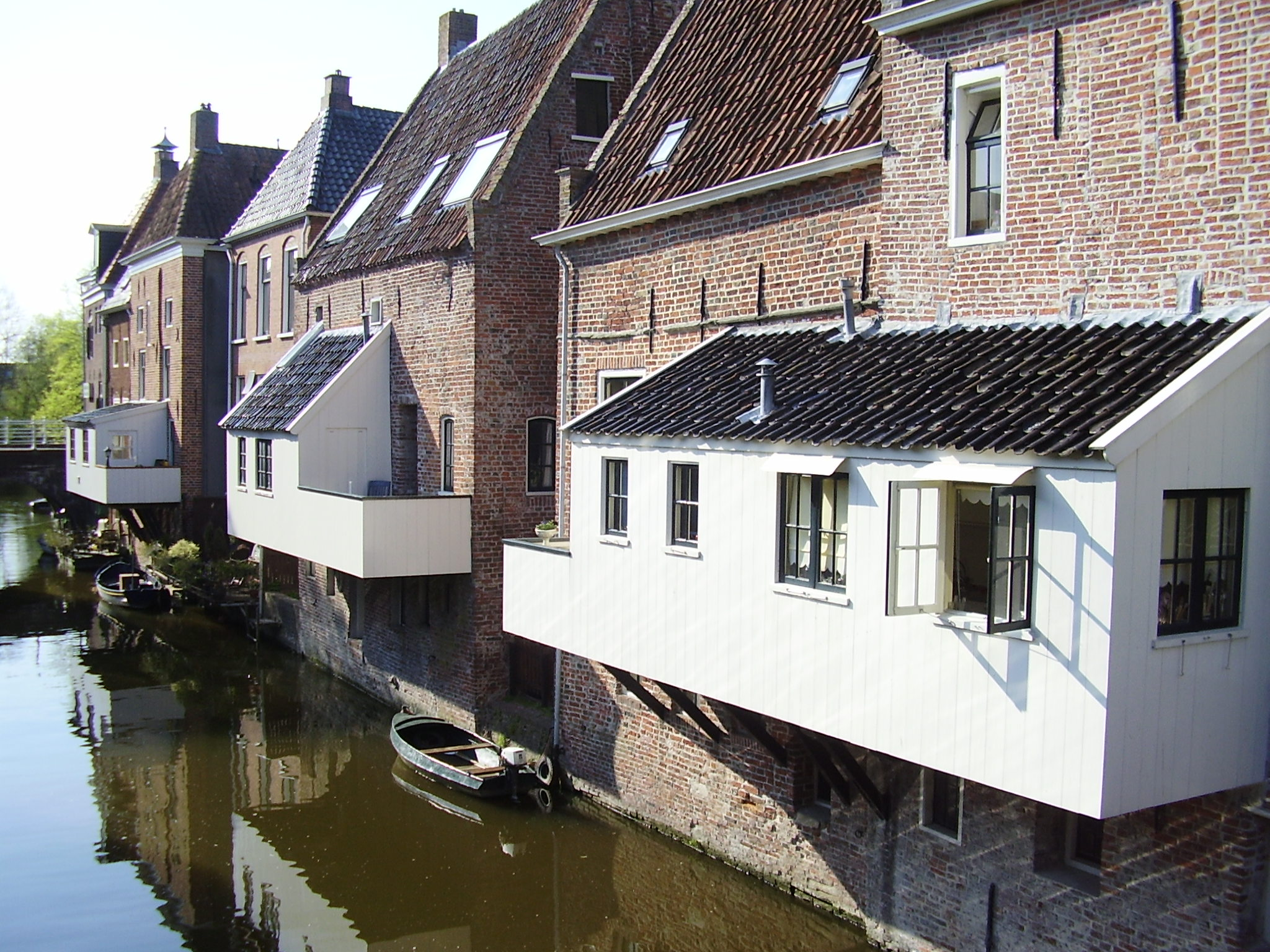
Hängande kök över ån Damsterdiep.

Appingedam är en kommun i provinsen Groningen i Nederländerna. Kommunens totala area är 24,62 km² (där 0,78 km² är vatten) och invånarantalet är på 12 451 invånare (2005).